# Stephanomma goesii
Stephanomma goesii är en kräftdjursart som beskrevs av Sars 1873. Stephanomma goesii ingår i släktet Stephanomma och familjen Bodotriidae. Inga underarter finns listade i Catalogue of Life.